# Hryhorij Misjutin
Hryhorij Anatolijovyč Misjutin (in ucraino Григорій Анатолійович Місютін?, in russo Григорий Анатольевич Мисютин?, Grigorij Anatol'evič Misjutin, tr. en.: Grigory Misutin o Hrihoriy Misyutin; Oleksandrija, 29 dicembre 1970) è un ex ginnasta ucraino che ha gareggiato anche per l'Unione Sovietica, la Comunità degli Stati Indipendenti nel 1991 e per la Squadra Unificata nel 1992 vincendo numerose competizioni internazionali..

## Biografia
Nonostante fu difficile conquistarsi un posto nella divisione ucraina di ginnastica artistica, Misjutin allenato da Leonid Arkaev sbocciò come ginnasta partecipando alle manifestazioni nazionali a partire dal 1989 e partecipando alla competizione sportiva tra USA e Unione Sovietica, vincendo l'oro nel team e classificandosi quarto nel concorso generale. Dal 1991 entra a far parte della squadra sovietica partecipando alle prime manifestazioni internazionali e collezionando i primi successi e medaglie. Tra queste anche le più importanti collezionate nel corso dei Giochi olimpici di Barcellona 1992 sotto la bandiera della Squadra Unificata formatasi dopo lo scioglimento dell'URSS per consentire la partecipazione degli atleti sovietici senza una indicazione nazionale. Trionfò ancora nel corso delle Olimpiadi successive indossando i colori ucraini. A 27 anni, nel 1997 lascia le competizioni agonistiche per passare all'allenamento. Nel 2004 si trasferì in Germania.

## Palmarès
| Anno | Manifestazione  | Sede         | Evento               | Risultato | Prestazione | Note |
| ---- | --------------- | ------------ | -------------------- | --------- | ----------- | ---- |
| 1991 | Mondiali        | Indianapolis | Concorso individuale | Oro       | 59.050      |      |
| 1991 | Mondiali        | Indianapolis | Concorso a squadre   | Oro       | 584.425     |      |
| 1991 | Mondiali        | Indianapolis | Anelli               | Oro       | 9.875       |      |
| 1991 | Mondiali        | Indianapolis | Sbarra               | 7º        | 8.925       |      |
| 1991 | Mondiali        | Indianapolis | Cavallo c/M          | 7º        | 9.775       |      |
| 1992 | Mondiali        | Parigi       | Sbarra               | Oro       | 9.862       |      |
| 1992 | Mondiali        | Parigi       | Anelli               | Bronzo    | 9.837       |      |
| 1992 | Giochi olimpici | Barcellona   | Concorso a squadre   | Oro       | 585.450     |      |
| 1992 | Giochi olimpici | Barcellona   | Concorso individuale | Argento   | 58.925      |      |
| 1992 | Giochi olimpici | Barcellona   | Sbarra               | Argento   | 9.837       |      |
| 1992 | Giochi olimpici | Barcellona   | Corpo libero         | Argento   | 9.787       |      |
| 1992 | Giochi olimpici | Barcellona   | Volteggio            | Argento   | 9.781       |      |
| 1993 | Mondiali        | Birmingham   | Corpo libero         | Oro       | 9.400       |      |
| 1993 | Mondiali        | Birmingham   | Concorso individuale | 12º       | 54.250      |      |
| 1994 | Mondiali        | Brisbane     | Corpo libero         | 4º        | 9.650       |      |
| 1994 | Mondiali        | Brisbane     | Volteggio            | 8º        | 9.187       |      |
| 1995 | Mondiali        | Sabae        | Corpo libero         | Bronzo    | 9.762       |      |
| 1995 | Mondiali        | Sabae        | Volteggio            | Oro       | 9.756       |      |
| 1995 | Mondiali        | Sabae        | Concorso a squadre   | 5º        | 560.934     |      |
| 1996 | Mondiali        | San Juan     | Corpo libero         | Bronzo    | 9.625       |      |
| 1996 | Mondiali        | San Juan     | Cavallo c/M          | 8º        | 8.200       |      |
| 1996 | Giochi olimpici | Atlanta      | Concorso a squadre   | Bronzo    | 571.541     |      |
| 1996 | Giochi olimpici | Atlanta      | Corpo libero         | 5º        | 9.100       |      |
| 1996 | Europei         | Brøndby      | Concorso a squadre   | Argento   | 171.285     |      |
| 1996 | Europei         | Brøndby      | Corpo libero         | Bronzo    | 9.687       |      |